# Родионов, Захар Семёнович
Заха́р Семёнович Родио́нов (1886—1949) — советский энтомолог, профессор МГУ, доктор биологических наук, лауреат Сталинской премии.

## Биография
Родился в с. Долгоруково Инсарского уезда Пензенской губернии. В 1910 г. сдал экстерном на аттестат Симбирской гимназии. В 1911—1915 учился на естественном отделении Московского городского народного университета им. А. Л. Шанявского. Летом во время каникул работал в геологической экспедиции на Урале, энтомологом в Ставропольском энтомологическом бюро и в Закавказье.
С 1915 г. помощник энтомолога, с 1916 г. — заведующий Елисаветпольско-Закатальским бюро по борьбе с вредителями сельского хозяйства. В 1920—1927 зав. Муганской опытно-энтомологической станцией (Азербайджан). В 1929—1930 старший специалист научно-исследовательской лаборатории отравляющих веществ Отдела защиты растений.
С 1929 г. доцент, затем профессор кафедры энтомологии МГУ. Доктор биологических наук.
Автор работ по биологии шмелей, методам борьбы с саранчой, филлоксерой и другими вредителями и болезнями сельскохозяйственных культур, хранению зерна.
За цикл работ по хлебным клещам в 1941 г. награждён Сталинской премией (вместе с А. А. Захваткиным).
В 1949 г. за открытие способа определения скрытой зараженности зерна долгоносиками (совместно с Л. И. Федосеевой) удостоен премии им. М. В. Ломоносова.
Член Московского (1916) и Всесоюзного (Русского) энтомологических обществ.
Избранные труды
- «Вредители хлопчатника» (1930)
- «Об отношении различных групп насекомых к парогазообразным инсектицидам» (1935)
- «Качественный и количественный вред от хлебных клещей» (1940).